# 船橋インターチェンジ
船橋インターチェンジ（ふなばしインターチェンジ）は、千葉県船橋市にある京葉道路のインターチェンジである。
上り（東京方面）出口は設置されていない。下り（千葉方面）入口は1995年（平成7年）10月26日の追加設置であり、インターチェンジ入口で通行券を受け取り後、船橋本線料金所で精算をする。
もともとは京葉道路自動車専用部の終点だった。その名残として、ランプから千葉街道交点までの一般道路（約1.1km）は東日本高速道路（NEXCO東日本）が管理しており、「京葉道路 終点」の標識もある。片側3車線区間は上りは当ICから篠崎ICまで、下りは篠崎ICから当IC先の船橋TBまでである。以前は下りの3車線区間も当ICまでであった。
当ICより東京方面は、京葉市川IC迄の間が2019年（平成31年）3月1日より最高速度が60km/hから80km/hに引き上げられた。

## 接続する道路
- 国道14号（千葉街道）

## 周辺
- 船橋郵便局
- 千葉地方法務局船橋支局
- 船橋労働基準監督署
- 船橋市役所
- 京成船橋駅
- 船橋駅

## 隣
E14 京葉道路
(3) 原木IC - (4) 船橋IC - 船橋TB - (5) 花輪IC